# George Follmer
George Follmer (Phoenix, 27 de janeiro de 1934) é um ex-automobilista norte-americano. Foi coroado campeão da Can-Am em 1972.

## Fórmula 1[1]
(Legenda)
| Ano  | Equipe                 | Chassis    | Motor                | 1   | 2   | 3       | 4       | 5         | 6         | 7        | 8         | 9         | 10       | 11        | 12        | 13       | 14       | 15       | Pontos | Posição |
| ---- | ---------------------- | ---------- | -------------------- | --- | --- | ------- | ------- | --------- | --------- | -------- | --------- | --------- | -------- | --------- | --------- | -------- | -------- | -------- | ------ | ------- |
| 1973 | UOP Shadow Racing Team | Shadow DN1 | Ford Cosworth DFV V8 | ARG | BRA | RSA 6 G | ESP 3 G | BEL Ret G | MON DNS G | SUE 14 G | FRA Ret G | GBR Ret G | NED 10 G | GER Ret G | AUT Ret G | ITA 10 G | CAN 17 G | USA 14 G | 5      | 13º     |